# Castillo de Huebro
El castillo de Huebro es una pequeña fortaleza o castillo roquero ubicada en la pedanía de Huebro, término municipal de Níjar, provincia de Almería, España, a unos 750 m s. n. m.

## Estado de conservación
Se encuentra en pésimo estado, conservándose algún paño de muralla de unos 50 m de longitud y de unos 4 m de altura y un aljibe de dos naves excavado en parte en la roca, junto con las canalizaciones de las aguas de lluvia hasta el mismo, construido todo con piedra trabada con cal. Su acceso es libre y la parte del aljibe se usa para cobijo de ganado.

## Protección legal
Está catalogado como Bien de Interés Cultural con la categoría de Monumento con el código 40660015. Se encuentra bajo la protección de la Declaración genérica del Decreto del 22 de abril de 1949 y la Ley 16/1985 de 25 de junio (BOE número 155 del 29 de junio de 1985) sobre el Patrimonio Histórico Español. La Junta de Andalucía otorgó un reconocimiento especial a los castillos de la Comunidad Autónoma de Andalucía en 1993.

### Bien de Interés Cultural
- Anexo: Patrimonio Histórico Andaluz en el Área metropolitana de Almería